# Exponentläge
Exponentläge är den position en siffra, variabel, symbol, tecken, bokstav, en mer avancerad räkneoperation eller, mindre ofta, ett ord kan inneha då det sätts i mindre storlek, närmare topplinjen på en textrad (i upphöjt läge). Nottecken för fot- och slutnoter skrivs i regel som siffror i exponentläge, liksom exponenter då potenser används i matematisk text:
753,5x = 0,77 (läs "75 upphöjt till 3,5x är lika med 0,77")
HTML-tagen för exponentläge (eng. superscript) är <sup>...</sup>.
I motsats till exponentläge (upphöjt läge), finns indexläge (nedsänkt läge).